# Gens de couleur libres

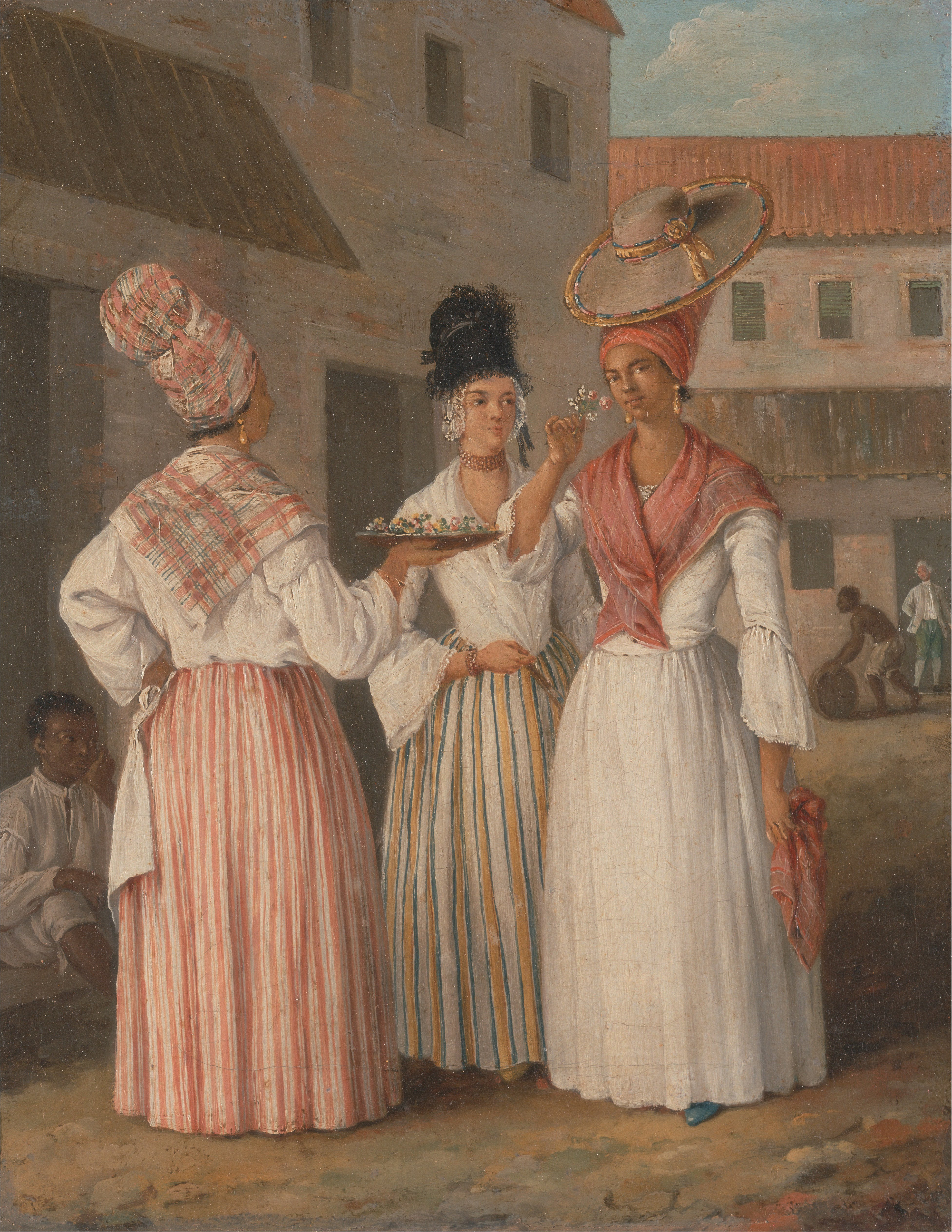
A West Indian Flower Girl and Two other Free Women of Color, huile sur toile d'Agostino Brunias, XVIIIe siècle, Centre d'art britannique de Yale.

Les gens de couleur libres (en anglais : free people of color ; en espagnol : gente de color libre), dans les colonies françaises des Amériques, sous l'Empire colonial français, étaient des gens de couleur noirs et métis non esclaves.

## Terminologie

### Les «gens de couleur»

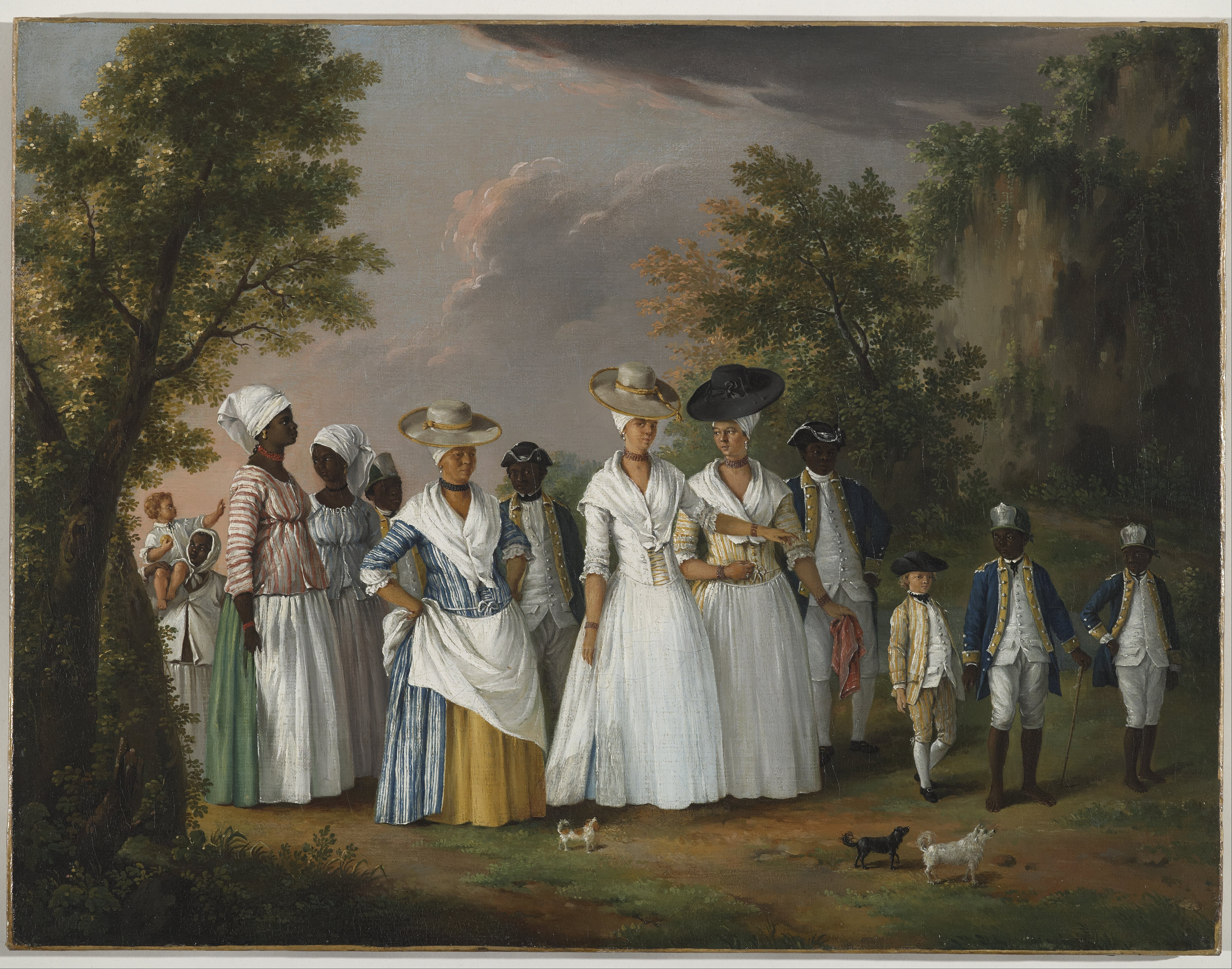
Femmes de couleur libres avec leurs enfants et leurs serviteurs, huile sur toile d'Agostino Brunias, Brooklyn Museum, New York.

Les « gens de couleur » (dits également « sang-mêlés » ou « mulâtres ») sont des individus d'origine européenne, africaine, amérindienne ou une association de deux ou trois de ces origines. Ces catégories de la population étaient enregistrées et dénommées scrupuleusement dans les colonies françaises, et plus généralement dans les Antilles.
La notion de « gens de couleur », qui s'est répandue surtout au XVIIIe siècle, a suscité des débats aux premiers temps de la Révolution française. Pour l’abbé Grégoire, « Les dénominations gens de couleur, sang-mêlés, sont insignifiantes, puisqu’elles peuvent également s’appliquer aux Blancs libres, aux Nègres esclaves, etc. ; mais dans nos isles, l’usage a restreint l’acception de ces mots à la classe intermédiaire, dont les individus Blancs et Noirs sont les souches ».
Aux Antilles, la systématisation et la radicalisation de l’emploi des nuances de métissage dans les registres paroissiaux arrivent après la guerre de Sept Ans (1756-1763). Les termes suivants étaient utilisés dans les registres paroissiaux  puis dans les actes d'état-civil en fonction des différents degrés de métissage,,: 
| Proportion d'ancêtres noirs | Saint-Domingue | Guadeloupe/Martinique |
| 7/8                         | Sacatra        | -                     |
| 3/4                         | Griffe         | Câpre                 |
| 5/8                         | Marabou        | -                     |
| 1/2                         | Mulâtre        | Mulâtre               |
| 1/4                         | Quarteron      | Métis                 |
| 1/8                         | Métis          | Quarteron             |
| 1/16                        | Mamelouk       | Mamelouk              |
| 1/32                        | Quarteronné    | -                     |
| 1/64                        | Sang-mêlé      | -                     |

### «Libres de couleur»
L'expression « libres de couleur » désigne une des classes juridiques instituées dans les colonies françaises avant l'abolition de l'esclavage. Elle apparaît dans les ordonnances locales et royales promulguées dans les années 1720 à Saint-Domingue pour marquer la distinction avec les « nègres affranchis ». Cet usage se démarque alors des articles du Code noir de 1685 qui ne faisait pas de différence entre l’ensemble des gens libres.
Cette discrimination se traduisit, à partir de 1724, par une politique de ségrégation sociale : bien que libres, les gens de couleur libres ne pouvaient pas accéder aux postes à responsabilité (fonctions judiciaires, exercice de la médecine, commandement militaire) ni obtenir des privilèges ou des offices royaux, en vertu du « préjugé de couleur ». Dans les actes notariés, quatre degrés de couleur furent introduits : nègre, mulâtre, quarteron et blanc. C'est à cette époque que les libres de couleur furent appelés parfois péjorativement les « sang-mêlés ». La notion de "libres de couleur" permet d'intégrer aussi bien les mulâtres, propriétaires d'esclaves que la "classe intermédiaire" des noirs affranchis. Un premier décret voté par l'assemblée constituante le 15 mai 1791 intègre les mulâtres mais sur demande de Jean-François Rewbell, dans un but d'apaisement des lobbies blancs, exclut les Noirs affranchis ; ce malgré les protestations de Maximilien Robespierre contre cet ostracisme, avant d'être révoqué le 24 septembre – au détriment des mulâtres comme des Noirs – sur pression d'Antoine Barnave et des frères Lameth, proches de ces lobbies.
L'égalité juridique des gens de couleur libres avec les Blancs ne sera définitivement reconnue (du moins jusqu'en 1802) que les 24 mars et 4 avril 1792 à l'Assemblée législative ; et cette fois-ci sans discrimination à l'encontre de la classe intermédiaire après une série de débats opposant leurs défenseurs, tels que Jacques-Pierre Brissot, Nicolas de Condorcet, Pierre Vergniaud, Armand Gensonné, Elie Guadet, Jean-François Ducos, Jean-Philippe Garran de Coulon, François Chabot, Claude Basire, Merlin de Thionville et le ministre jacobin, Etienne Clavière, avec les représentants des colons blancs.

### Libres et affranchis

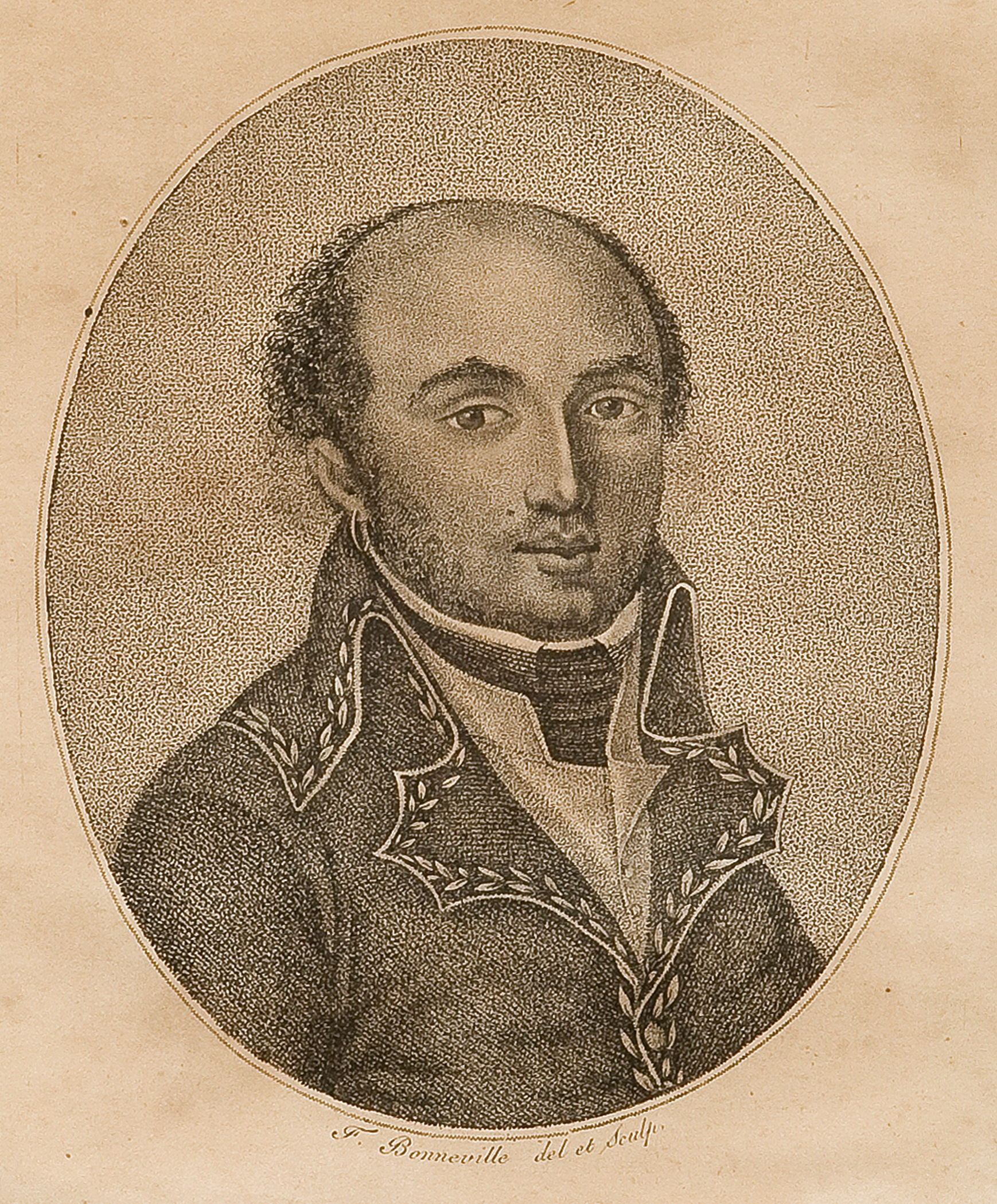
Le général Thomas Alexandre Davy de la Pailleterie, mulâtre à réméré haïtien devenu général de la Révolution française, et père du célèbre écrivain Alexandre Dumas.

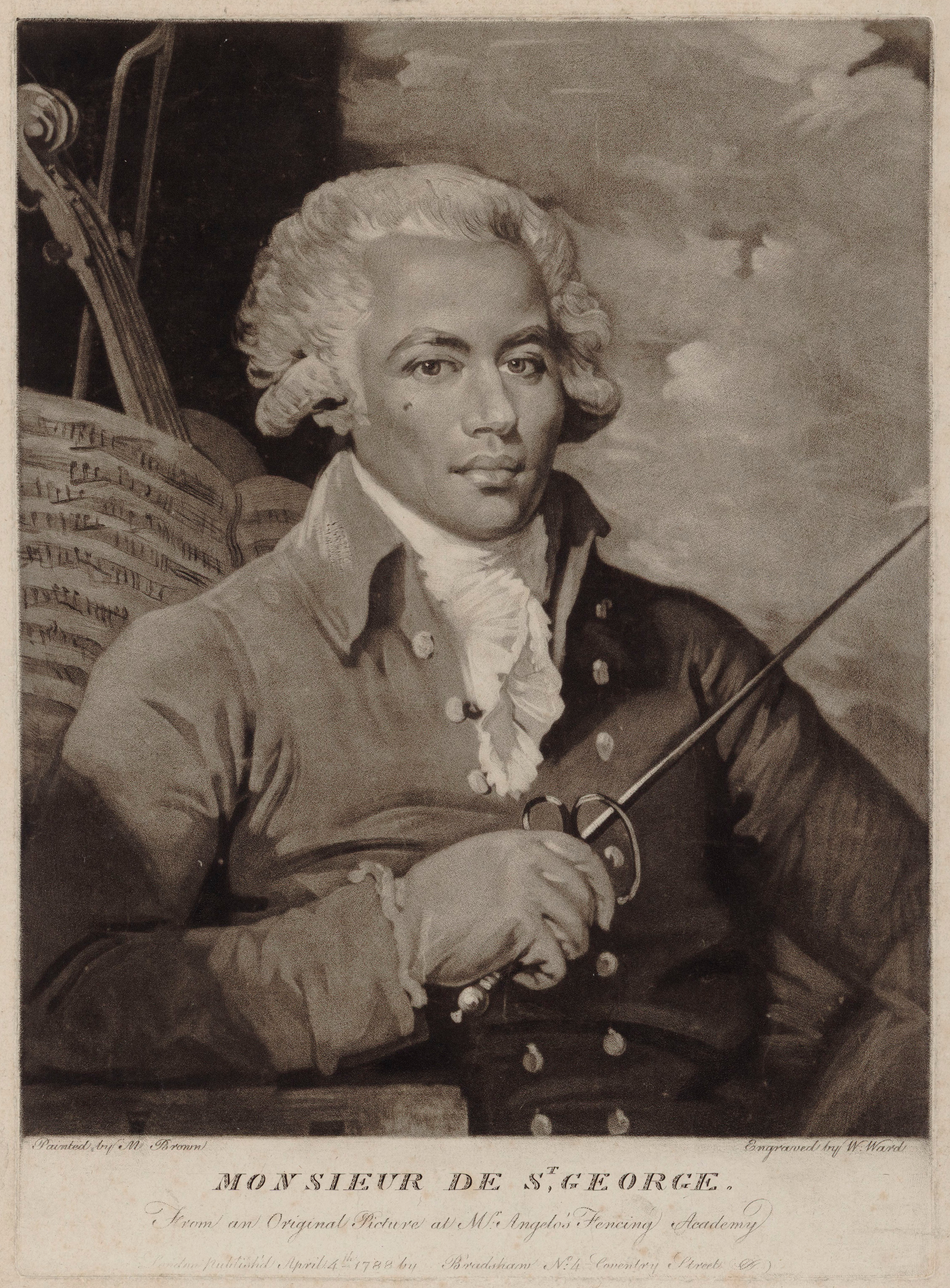
Le chevalier de Saint-George, militaire, fleurettiste devenu maître d'armes, musicien et compositeur, très connu à la cour du duc d'Orléans.

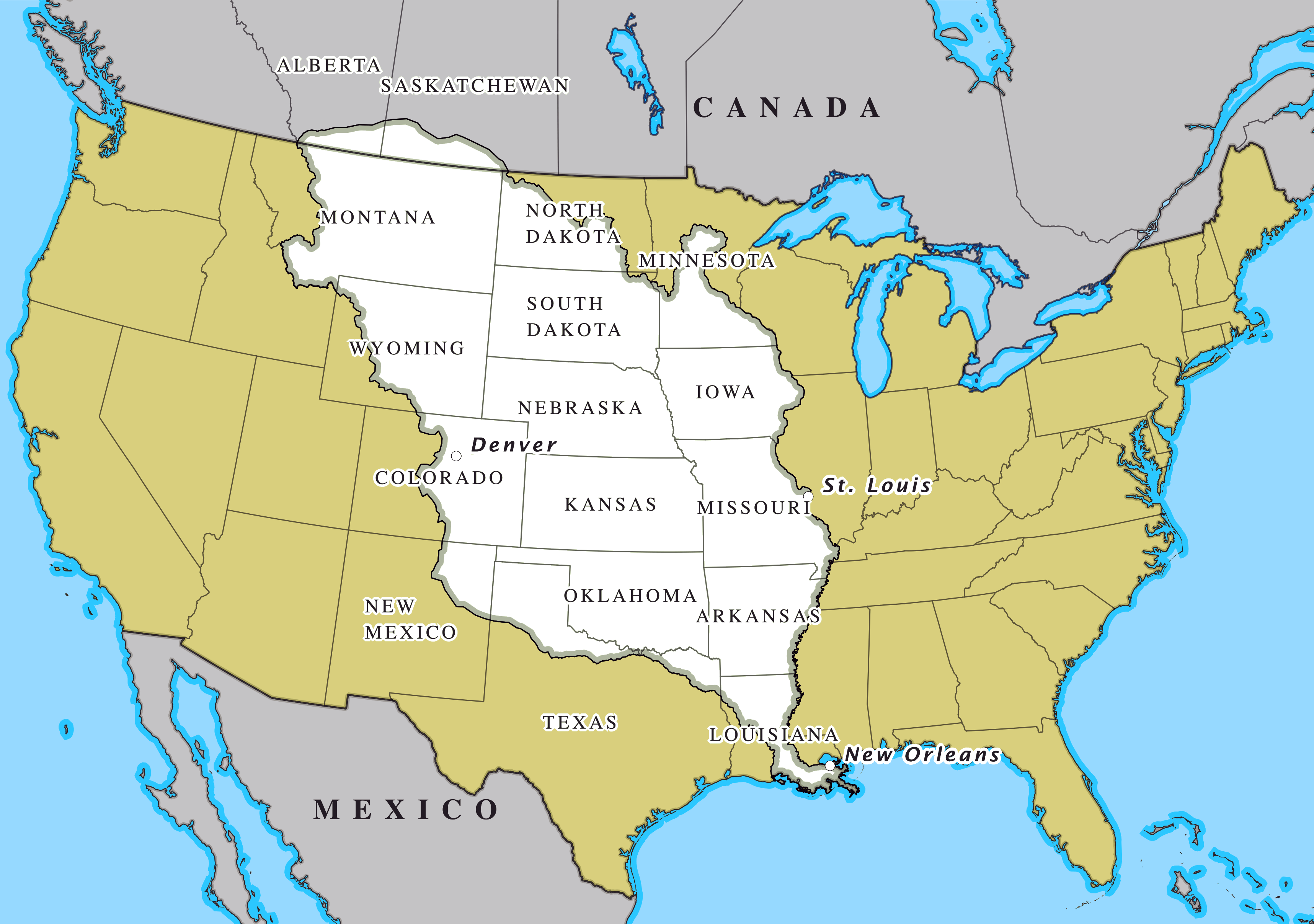
Changement des droits civiques des gens de couleur en territoire de « Grande-Louisiane » française (en blanc), à partir de 1803, à sa vente par Napoléon aux États-Unis d'Amérique.

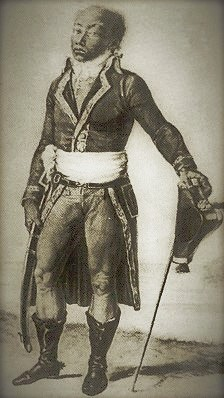
Toussaint Louverture en 1802

Les termes « affranchis/libres nouveaux » et « gens de couleur/mulâtres » ont des significations qui sont différentes, mais qui recouvrent la même idée générale. Affranchis, un terme qui a signifié ex-esclave, a été largement répandu par des blancs pour se rapporter à toutes les personnes libres de couleur à Saint-Domingue. Après l'abolition de l'esclavage dans cette colonie, le terme « anciens libres » fut largement répandu pour se rapporter à ces gens qui étaient libres avant l'émancipation générale de 1793.  « Gens de couleur » était un autre terme appliqué aux personnes libres de couleur, mais spécifiquement aux gens d'origine métissée, par opposition aux noirs libres. Ce terme n'a jamais été employé pour les personnes asservies. Le terme « mulâtres » fait référence de ceux d'origine française et africaine mélangée, et aux personnes libres habituellement visées parce que des mulâtres ont été fréquemment placés libres par leurs pères blancs, à cause des degrés variables de culpabilité ou de souci de la part des pères. Néanmoins, il y avait un certain nombre de mulâtres qui restait en esclavage. 
Les autres affranchis, environ 12 000, étaient des esclaves noirs ayant acheté ou reçu de leur maître leur liberté.
Indépendamment de leur couleur, les affranchis pouvaient faire fortune et posséder des plantations, ainsi que des esclaves. Les affranchis étaient parfois dépeints comme un rempart contre les soulèvements d'esclaves. Les affranchis les plus riches, de fait distincts des esclaves, firent leurs les préjugés de couleur des colons blancs en se distanciant des affranchis noirs,[réf. nécessaire] perpétuant la « hiérarchie pigmentaire » coloniale. 
Les affranchis travaillaient le plus souvent à leur compte comme artisans, commerçants ou prospéraient comme hommes d'affaires ou exploitants fonciers. Ces gens de couleur parlaient à Haïti, par exemple, la langue française et ne s'exprimaient jamais publiquement en créole haïtien qu'ils dédaignaient et jugeaient propre aux esclaves. En outre, la plupart de gens de couleur étaient catholiques, et beaucoup ont dénoncé la religion vaudou venant d'Haïti.
Néanmoins, sous l'Ancien Régime, les gens de couleur libres ont été rigoureusement limités dans leurs libertés ; ils ne possédaient pas les mêmes droits que les personnes blanches. Cependant la plupart des gens de couleur libres soutenaient l'esclavage,[réf. nécessaire] au moins jusqu'à la période de la Révolution française. La reconnaissance de l'égalité des droits pour les gens de couleur libres fut l'un des premiers "problèmes" qu'eut à affronter la révolution haïtienne, puis la Révolution française elle-même.
On trouve parmi les affranchis ou libres de couleur les plus célèbres ou influents, Toussaint Louverture (un ancien libre noir), le chevalier de Saint-George, le général Thomas Alexandre Dumas et le député Jean-Baptiste Belley, entre autres.
Par ailleurs, un ordre tripartite (Blancs, Libres de couleur, Esclaves), équivalant à celui qui existait dans la Caraïbe française et espagnole, subsistait aussi en Louisiane : un groupe de gens de couleur libres louisianais (Créoles de Louisiane), peu nombreux au début du XIXe siècle (estimé à 1 566 en 1805), mais relativement puissant, jouissait de privilèges, en comparaison de ses homologues du reste du continent nord-américain. Cependant, peu à peu, les nouvelles autorités américaines (en « Grande-Louisiane » à partir de 1803) tentèrent d’imposer l’ordre biracial en usage dans le reste des États-Unis.
En Haïti, pendant la révolution haïtienne, de nombreux gens de couleurs riches partirent quant à eux trouver refuge en France, à Cuba, à Porto Rico ou en Louisiane, quand d'autres restèrent à Haïti pour y percer et jouer un nouveau rôle, largement d'influence, au sein de la classe politique démocratique haïtienne.

## Discrimination à Saint-Domingue
En 1773, à la suite du « Règlement des Administrateurs concernant les Gens de couleur libres », il fut interdit aux personnes nées d'un père blanc et d'une mère non blanche d'adopter un patronyme d'une famille blanche de la colonie (jusqu'à la sanction du vote de la loi d'égalité totale du 4 avril 1792 entre les Blancs et les hommes de couleur libres ; "discrimination au nom" qui se prolongera avec le rétablissement de l'esclavage par Napoléon Bonaparte). Les colons français blancs exigeaient alors aux mères non blanches de donner à leurs enfants des noms de famille tirés de noms d'animaux, de plantes, de langues africaines, etc.

## XIXesiècle
Dans les colonies françaises, le début du XIXe siècle marque un durcissement des conditions d'accès à la liberté. L'arrêté du 9 septembre 1802 institue en Guadeloupe une vérification des titres de liberté et d'affranchissement des personnes : ils doivent être antérieurs à 1789, c'est-à-dire à la période d'affranchissement de 1789-1794. Pour les libres de couleurs dont le titre est postérieur à 1789, la somme de 1200 francs doit être réglée dans les trois mois. C'est un moyen de revenir sur la législation de la période révolutionnaire ; en Guadeloupe, les libres de couleurs sont néanmoins plus nombreux en 1804 qu'en 1789.
À partir de 1830, les soulèvements d’esclaves se multipliant, leurs droits seront reconnus après l’arrivée de Louis-Philippe Ier sur le trône.
Les gens de couleurs pourront alors porter des noms de blancs, pourront se vêtir à leur gré, et ne seront plus discriminés. Règles appliquées en Martinique dès 1831 par le gouverneur Jean Dupotet qui s'attirent les foudres et la haine des békés.